# Nel Roos
Neeltje (Nel) Roos (Ridderkerk, 3 oktober 1914 – Amsterdam, 24 augustus 1970) was een Nederlands danspedagoge en danseres.
Ze was dochter van huisschilder Jan Roos en Adriana Westbroek. Haar levenspartner was danseres Ria Koning. Sinds 1965 woonde en werkte ze in de Amsterdamse Tweede Weteringdwarsstraat 25/27. Haar overlijden was landelijk nieuws; ze werd in besloten kring gecremeerd.
Haar opleiding begon in de privésfeer met lessen van Berta Ellenbaas en Nore Durang. Er volgde voorts een opleiding aan de Balletschool van de Muziekschool tot Bevordering der Toonkunst. Haar docent aldaar was Corrie Hartong. Aanvullende lessen kreeg ze in Parijs van Nora Kiss en Olga Preobrajenska. Vrijwel direct na het behalen van haar eindexamen aan de balletschool in 1938 begon ze er zelf met lesgeven.
Ze beoogde zelf wel een loopbaan als balletdanseres, maar voor de dan geldende normen was ze daarvoor te lang. Ze maakte wel enige tijd deel uit van het Gemeentelijk Theater Bedrijf van de Stadsschouwburg, maar wijdde zich al snel tot lesgeven. In 1945 werd ze hoofddocent aan de dansschool van Yvonne Georgi (de Yvonne Georgi Studio), waar ook haar levenspartner danste. Yvonne Georgi werd in 1945 voor vijf jaar (na beroep omgezet in twee jaar) geschorst voor de Ereraad voor het Toneel vanwege optredens in Duitsland tijdens de Tweede Wereldoorlog. Roos kreeg de leiding over de balletschool aan de Koninginneweg 40, die ze in 1953 haar naam gaf: Balletacademie Nel Roos. In haar opleidingsmodel was er aandacht voor al te opdringerige ouders/begeleiders, die geen oog hadden voor het onvolgroeide lichaam van de jonge danseressen. Ging de opleiding van start dan verwachtte ze van haar leerlingen het uiterste. Een van haar leerlingen uit die tijd was Alexandra Radius.
In 1961 ging ze als directrice aan de slag bij de Dansacademie van het Rotterdams Conservatorium, maar werd min of meer gedwongen zich naar Corrie Hartong meer bezig te houden met de administratie dan met het opleiden zelf. Opleiden deed ze wel in Zwitserland als ook in de Verenigde Staten (Jacob’s Pillow Dance festival). In dat land bereikte twee van haar choreografieën (Dance suite en Cage of innocence) de televisie. In 1963 had ze nog even les van George Balanchine. In 1969 smolt de dansopleiding in Amsterdam samen met die van het Scapino Ballet. Nel Roos bleef er tot aan haar dood bij betrokken. Daarna zette Ria Koning de opleiding voort; voor haar gold in wezen hetzelfde; liever danseres, maar geëindigd als pedagoge.
Ook op andere vlakken was ze actief. Ze was bestuurslid van Het Nationale Ballet, nam deel aan de commissie staatsexamen, was lid van de Amsterdamse Kunstraad, de Rotterdamse Kunststichting en de Raad voor de Kunst.